# Siluri ad aria compressa
I siluri ad aria compressa furono i primi modelli di siluro ad essere usati dagli U-boot tedeschi, mossi da un motore ad aria compressa.
I tubi di lancio posti a prua (e anche a poppa a seconda del modello di U-boot) comunicavano all'esterno traminte un portello.
Il siluro veniva introdotto nel tubo di lancio, successivamente questo veniva "allagato" equilibrando la pressione esterna con quella all'interno della camera di lancio.
Aperti i portelli esterni, un getto di aria compressa lanciava il siluro al di fuori del tubo di lancio e contemporaneamente venivano azionate le eliche del siluro (due, coassiali e controrotanti); in seguito il siluro navigava finché non colpiva lo scafo della nave nemica facendo esplodere la testata piena di esplosivo.
Il motore del siluro era esso stesso ad aria compressa (nei primi modelli), un motore radiale a tre cilindri alimentato da un serbatoio d'aria presente sul siluro. In seguito si utilizzarono motori a vapore ed infine elettrici: i siluri a propulsione elettrica evitavano al siluro di lasciare una scia di bolle che lo rendeva individuabile dalla superficie.
I metodi per innescare l'esplosione del siluro erano, in principio, a contatto, ma ci si rese presto conto che questo metodo era inefficace per due ragioni: prima di tutto perché era necessario colpire fisicamente lo scafo della nave, e secondariamente perché durante l'urto il congegno d'innesco spesso si rompeva e il siluro non esplodeva; questo problema era molto presente nei primi modelli, ed era quindi necessario lanciare più siluri per volta per essere certi di affondare il bersaglio.
Successivamente si crearono degli inneschi a tempo (il tempo di impatto veniva calcolato con un computer di tiro elettromeccanico posto sul sommergibile) ed infine magnetici, perché ci si rese conto che era più efficiente far esplodere il siluro sotto la nave che non sulle fiancate, in quanto questo presupponeva che il siluro non colpisse fisicamente la nave.